# 甲斐国志
甲斐国志（かいこくし）は、江戸時代の地誌。文化11年（1814年）に成立。
甲斐国（山梨県）に関する総合的な地誌で、全124巻。編者は甲府勤番の松平定能（伊予守）。1914年（大正4年）に若尾謹之助により編纂か企図された民間の修史事業である『山梨県志』や、平成期の『山梨県史』など近代に行われた編纂事業の先駆であり、現在でも山梨県史研究の基礎史料となっている。
「志」は紀伝体の歴史書における項目を意味する。紀伝体の歴史書は本紀・列伝・表・志から構成され、「志」は、社会地理や制度、文化等の記述にあたる。

## 編纂と内容

### 甲斐国の地誌類

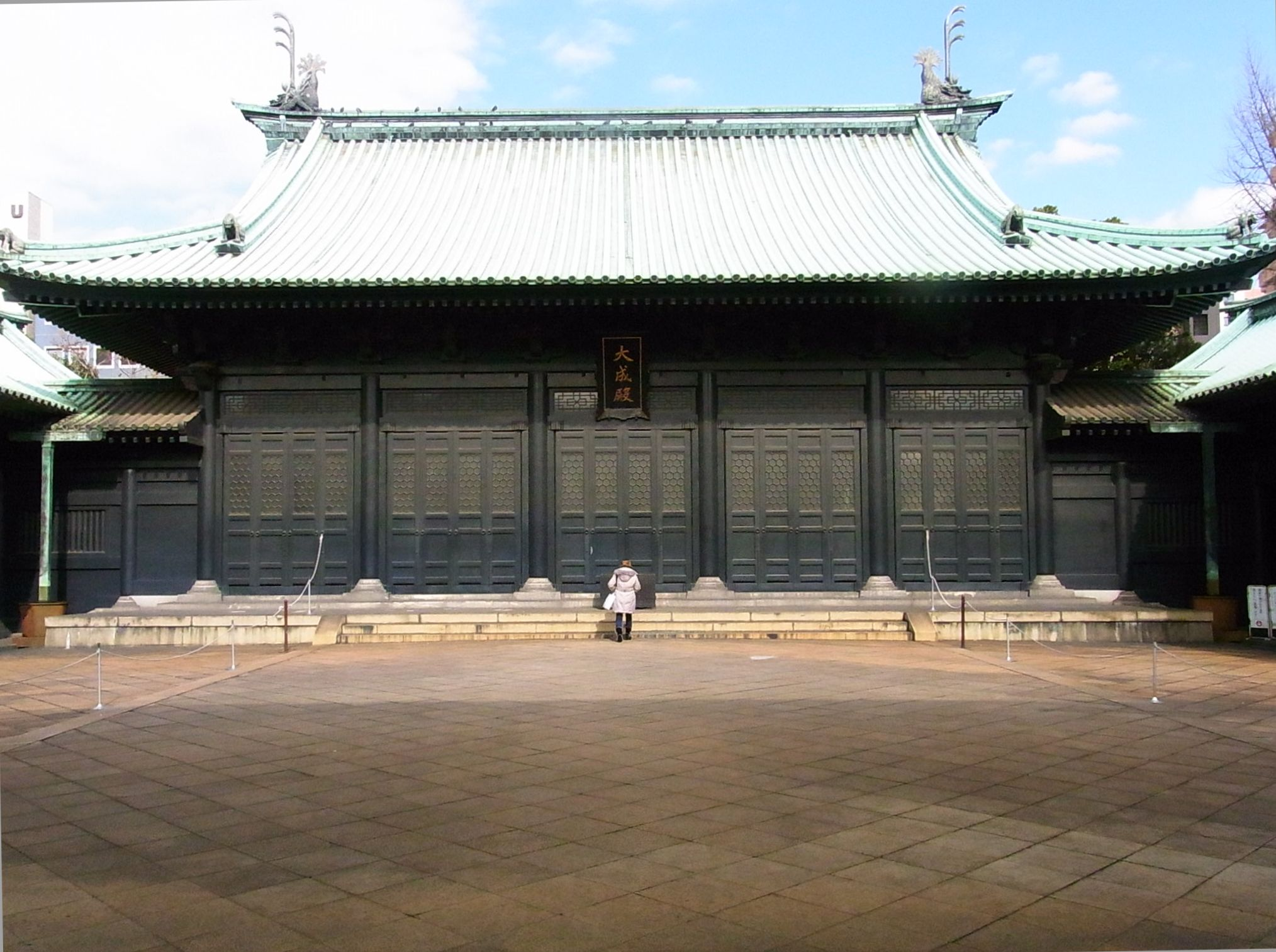
昌平坂学問所（湯島聖堂）、大成殿（孔子廟）（2010年2月3日撮影）

江戸時代には甲州街道など街道整備によって人の往来が盛んになり、多くの文人が来訪した。また識字率の向上により近世前期・中期には武士、富裕な町人・地主層を中心に、近世後期には寺子屋・私塾・郷学の普及で庶民に至るまで読み書きの能力が普及し、さらに紙の大量生産が可能となったため地域の記録や伝承が地誌や日記、紀行文や随筆として書かれて流通した。
甲斐国においても甲斐国志に先行する地誌類として『甲斐覚書』や荻生徂徠『峡中日記』、『甲州噺』などが存在し、天明2年（1782年）には萩原元克により甲斐国地誌『甲斐名勝志』が著されている。また、将軍吉宗のころには国内記録の散逸が危惧されていたため、寺社奉行配下の青木昆陽による甲州の古文書調査が行われた（『諸州古文書』）。
甲斐国志の編纂された19世紀初頭は全国的に飢饉やそれに伴う一揆、打ちこわしが激化し、また異国船の来航など内政・外交両面で社会不安が顕在化していた時期であった。幕政では老中・松平定信が主導した寛政の改革において文教政策が新興され、各地で地誌類の編纂等が行われた。
幕府は寛政の改革における文教政策振興に基き、享和3年（1803年）に昌平坂学問所に地誌編纂事業の専門部局である地誌調所を設置し、諸藩や諸役所に対し地誌編纂の内命を下した。これにより『甲斐国志』のほか『新編武蔵風土記稿』などの地誌が編纂されている。
地誌調所では中国方志（地誌）の形式に拠らない漢字かな交じりの文体で、絵図などの図版を多用した「日本型地誌」の編纂を方針とし、最終的には編纂された諸国の地誌を素材に「日本総志」を編纂することを目的としていたという。

### 甲斐国志の編纂者
甲府町年寄坂田家文書「御用日記」享和3年（1803年）11月29日条に拠れば、『甲斐国志』の編纂は同年に甲府勤番の滝川利雍（出羽守）の在任中に始まり、私選事業の建前であるが幕府の内命により地誌編纂が命じられ開始されたという。
甲府城郭内の甲府学問所（徽典館）において徽典館学頭の富田武陵や都留郡下谷村（都留市中央）の長百姓森嶋基進（弥十郎）らが中心となって編纂に伴う史料調査が開始される。徽典館は大学頭・林述斎が命名し、扁額は松平定信が揮毫しており、『甲斐国志』編纂の内命は定信・述斎の人脈が影響していたと考えられている。
文化2年に滝川の異動により事業は後任の松平定能によって引き継がれ、定能の家臣らが編纂員に加わる。国中三郡では編集主任である巨摩郡西花輪村（中央市西花輪）の長百姓である内藤清右衛門（字は禹昌、号は花渓）を中心に、補佐として同郡上小河原村（甲府市上小川原町）の松村弾正左衛門（諱は「善政」）が加わり、松平定能の役宅を編纂所とした。森嶋、内藤、村松の三名は定能の家臣として扱われた。
富田武陵（富五郎、「武陵」は号、諱は幹）はもと伊賀同心。寛政5年（1793年）3月に失脚し、翌寛政6年2月に甲府勝手小普請役として赴任する。徽典館設立以前から勤番士子弟への教育に携わり、徽典館学頭に登用された。武陵は甲斐において多くの文人と交流している。文化4年（1807年）に死去。
内藤清右衛門（1751年 - 1831年）は西花輪村に生まれる。前島昇平『峡中詩藪』には『甲斐国志』完成した際の清右衛門の漢詩が収録されている。子の景助も父とともに甲斐国志の編纂に携わり、清右衛門を襲名して私塾・時習館を経営し、天保6年（1835年）2月に西野村（南アルプス市西野）に開校した郷学・松聲堂（西野手習所）の創設にも携わる。
松村弾正左衛門（1764年 - 1817年）は上小河原村の神主の家に生まれる。諱は「善政」。生家の村松家は弟が継ぎ、弾正左衛門は寛政2年（1790年）に伊豆国へ転居する。伊豆では秋山富南に弟子入りし、富南ともに伊豆の地誌『豆州志』に携わった経験を持ち、秋山家の婿となる。その後、生家を継いだ弟が死去したため、享和2年（1802年）9月に甲斐へ帰国し村松家を継ぎ、『甲斐国志』の編纂に携わる。
村松の筆録として『臆乗（おくじょう）』がある。これは伊豆時代に『豆州志』を編纂するために古文書や記録のノートとして記したもので、伊豆時代には秋山富南と共著で巻十までが記される。それ以降は甲斐帰国後に『甲斐国志』を編纂するために活用している。
村松自筆の『臆乗』は「甲州文庫」に巻十一、十二が含まれる。また、村松自筆の『臆乗余』が「赤岡重樹旧蔵資料」に含まれる。さらに、大正期に「山梨県志」編纂のために蒐集された「若尾史料」には『臆乗』の巻十三から巻三十三、『臆乗余』の写本が存在する。いずれも山梨県立博物館収蔵。

### 甲斐国志の編纂過程
都留郡に関しては森嶋基進が主任を務め、森嶋家の私塾である朋来園が編纂所となり、塾生らが編纂員として参加している。文化3年（1806年）には史料調査項目が策定され、村々の名主や長百姓に通達され朱印状や諸系図、寺社の縁起、名所・古跡、伝承などが調査され、村々の村明細帳や絵図類、社寺の由緒書など古文書の借覧も行われている。『編脩地誌備用典籍解題』（後述）に拠れば『甲斐国志』は現存する古物は現地を訪問して直接調査して編纂したと言われ、今日の文化財所蔵調査に近いことが行われていたと考えられている。
文化4年（1807年）8月には定能が西丸御小性組番頭に転身したため、国中三郡に関しては西花輪村の内藤清右衛門宅に編纂所を移転して事業が継続される。定能の江戸赴任のため草稿を甲斐・江戸間で郵送する手間が発生したため編纂は遅延するが、大学頭・林述斎が編纂を急がせたため、加速されている。
文化11年（1814年）11月に完成し、定能の序文を加え首巻に本文118巻、附録5巻の124巻にまとめられる。翌月には71巻に装幀されて幕府に献進され、将軍家斉の上覧の後に昌平坂学問所へ賦与された。

### 甲斐国志の編集・執筆方針
甲斐国志は幕府に献上された官撰書物でありつつも私撰の体裁を取り、疑わしき旧説や臆説を排し、根拠に基き記述態度も真摯であることが指摘される。例えば、巻二・国法之部で著述される甲州金に関してはその起源を不詳とし、金座役人・松木家文書などを示しつつ甲州金について考察し、甲斐の古文書調査を行った幕臣・儒学者の青木昆陽の『甲州略記』や『昆陽漫録』などの著作を引用しつつも、『甲斐国志』編纂の調査に基きその誤りを指摘している。また、巻四十四・古跡部で著述される「忘川」については同名の河川が見られず、荒川に比定する説と御勅使川に比定する説があるが、『甲斐国志』では『峡中紀行』において荒川説を取っている幕臣・儒学者の荻生徂徠の見解に対して異論を記している。
一方で、武田家に関する記述は『甲陽軍鑑』に依拠し、一部には『甲陽軍鑑』の誤りを踏襲している記述も見られる。また、古跡部では諸所の学説に批判的著述であるのに対し、仏寺部では寺社の縁起に関して伝承化した逸話も記しており、資料的限界とも評されている。
甲府藩主・柳沢氏に至る近世初期の甲斐領主に対しては淡々と昇進に関する記述が記されている。武田信玄・柳沢吉保に対しては敬称が用いられないのに対し、徳川将軍家に対しては敬称を用いており、徳川家康は「神君」と呼称し、歴代将軍は法号で呼称されている。なお、歴代天皇に対しては闕字（けつじ、敬意を示す意味で文中に数字分の余白を開けること）が用いられている。
また、徳川家に対する批判的な記述は一切見られないが、徳川忠長に対しては「発狂」と記されている。甲府城に関する記述も少なく、明和事件で処罰された国学者・山県大弐に関する記述も少ない点が指摘される。
時代区分に関しては天正10年（干支で「壬午」（じんご）、1582年）が区切りとなっていることが指摘される。同年3月には織田信長・徳川家康連合軍の武田領侵攻により武田家が滅亡し、さらに同年6月2日の本能寺の変により武田遺領を巡る天正壬午の乱が発生する。甲斐は徳川家康により確保され、武田遺臣の多くは家康に臣従し、同年8月21日には家康に対し「天正壬午起請文」を提出している。こうした歴史的経緯と、徳川将軍家に対して敬意を示す『甲斐国志』の執筆姿勢から天正10年を大きな区切りと意識していたと考えられている。
村々の人口や現存していない文書の書写など貴重な情報を記しているため現代に至るまで広く引用される史料として権威を持ち、同時代でも黒川春村『並山日記』や徽典館学頭の引用例がある。

## 草稿と刊行本
編纂者である内藤家や森嶋家には編纂課程の草稿が残されており、『国志』には反映されていない内容も含むため歴史資料として注目されている。内藤家にはそのうち国中三郡の草稿類が残されており、山梨県教育委員会による調査が行われ、昭和40年（1965年）8月19日に「甲斐国志草稿本及編集諸資料」として山梨県指定有形文化財となっている。
一方、郡内の森嶋家は直系子孫が途絶えており、明治後に東京へ転居しているため家財が整理され、震災や戦災の影響も受け蔵書目録に記されている草稿資料の多くは散逸している。1976年（昭和51年）には当主により残存資料が都留市立図書館へ寄贈され、現在はミュージアム都留に移管されている。
幕府献進本は献本を含めて3冊が国立公文書館「内閣文庫」に所蔵されており、写本は甲州文庫本として山梨県立図書館に所蔵され、現在は山梨県立博物館に移管されている。また、東京大学や京都大学にも写本が所蔵されている。「内閣文庫」の幕府献進本は佐藤八郎によれば将軍・徳川家斉の上覧後に昌平坂学問所に収蔵されたとしているが、同所の蔵書印が見られないことも指摘されている。
刊行本は幕府献進本を底本とした『大日本地誌大系』収録本（1968年刊行、1998年に再刊、佐藤八郎校訂、雄山閣）ほか、『甲斐志料集成』、『甲斐叢書』収録本など各種がある。

## 構成
- 首巻：序・巻数・目録・引書
- 巻一：提要部・国名・形勝・運気・郡名・郷名・荘園・九筋・二領・府治・道路・關梁
- 巻二：国法部
- 巻三 - 巻一九：村里部一山梨郡萬力筋から村落部ノ下都留郡郡内領
- 巻二十 - 巻三七：山川部一巨摩郡北山筋から山川部一六ノ下都留郡郡内領
- 巻三八 - 巻五四：古蹟部一山梨郡萬力筋から古蹟部一六ノ下都留郡郡内領
- 巻五五 - 巻七二：神社部一山梨郡府内から神社部一七ノ下都留郡郡内領
- 巻七三 - 巻九十：寺社部一山梨郡府中から佛寺部一七之下都留郡郡内領
- 巻九一：修験山伏也役の行者法流
- 巻九二 - 巻一百：人物部第一上代国守並ニ属官ノ部から人物部第九天正壬午以後国守令吏
- 巻一百一：人物部附録第一〇
- 巻一百二 - 巻一一八：士庶部第一府中から第一七
- 巻一一九：附録第一（武具・文書・花押・朱印類）
- 巻一二十：附録第二（碑文・墓誌・銘類）
- 巻一二一：附録第三（古文書・古記録類）
- 巻一二二：附録第四（賛・銘・碑文・詩歌類）
- 第一二三：附録第五産物及製造部

## 『甲斐国志』の位置づけ
文政3年（1820年）に完成した地誌調所の間宮士信が編纂した諸国地誌の解題目録である『編脩地誌備用典籍解題』には、『甲斐国志』を始めとする甲斐国の地誌32点が掲載されている。甲斐国地誌は諸国の地誌を記した「別記」の分類され、『甲斐国志』は「『五畿内志』に準じた地誌類」として挙げられている。
『五畿内志』は元文元年（1736年）に並河誠所らにより編纂された畿内五カ国の地誌で、幕府が主導して作られた初めての地誌として、後に編纂された地誌類に影響を与えたと評されている。
ほか、『編脩地誌備用典籍解題』では同じ『五畿内志』に準じた甲斐国地誌として『甲斐風土記』、『甲斐志』、『甲斐国郡志』、『甲州略記』、萩原元克『甲斐名勝志』を挙げている。